# Hołuby (obwód miński)
Hołuby (biał. Галубы; ros. Голубы) – wieś na Białorusi, w obwodzie mińskim, w rejonie wołożyńskim, w sielsowiecie Wołożyn, na skraju Puszczy Nalibockiej.
W dwudziestoleciu międzywojennym leżały w Polsce, w województwie nowogródzkim, w powiecie wołożyńskim.